# Heart of Wessex Line

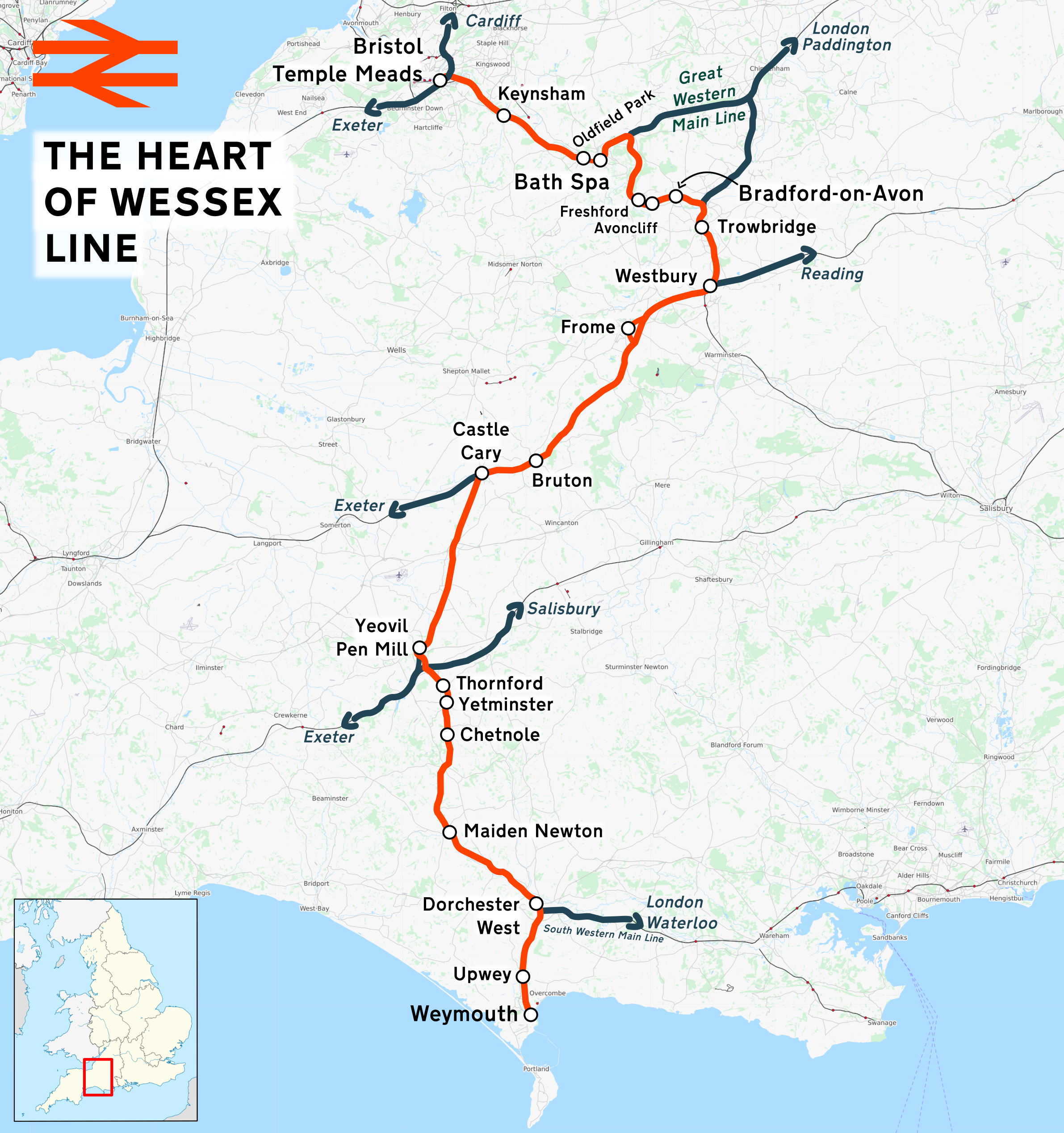
Heart of Wessex Line

Heart of Wessex Line es una línea ferroviaria británica que comienza en Bristol, pasa por Westbury y termina en Weymouth. Se separa de la Wessex Main Line en Westbury y sigue el curso de la Línea Principal del Great Western hasta Castle Cary. 
Los servicios son prestados por la compañía Great Western Railway. La mayor parte de los trenes parten desde la estación de Bristol Temple Meads, pero otros lo hacen desde la estación de Westbury.